# Operações aritméticas com números binários sinalizados

## Introdução
O sistema binário é uma representação numérica de base dois, em que toda quantidade é representada somente por dois símbolos, ou dois números, sendo eles 0(zero) e 1(um).
Quase todos os computadores digitais utilizam a numeração binária como forma de leitura de comandos, devido a este fator o sistema de numeração se tornou muito importante.
Em computação a abordagem é simples: 0 (zero), significa ausência de energia ; 1(um), significa energia.
A base utilizada por nós, seres humanos é a base 10, de forma que as quantidades numéricas são representadas por 10 dígitos, qualquer valor representado na base 10, pode ser transformado em um valor na base 2, sendo a única diferença no valor é seu número de dígitos que será aumentado.
Um dos problemas na interpretação desses números pelos computadores é a diferenciação entre números positivos e negativos e as consequências que tais dificuldades de sinalização trariam para as operações matemáticas (soma,subtração,divisão,multiplicação), seriam críticas logo para resolver os problemas foram criadas algumas abordagens para a diferenciação entre os números (positivos e negativos), como sinal e magnitude, complemento de 1 e complemento de 2.

## Operações matemáticas

### Adição

#### Regras básicas para adição de binários
0 + 0 = 0
0 + 1 = 1
1 + 0 = 1
1 + 1 = 0 (Carry = 1) Ocorre o vai 1 (transporte de 1)

#### Exemplo
¹
  11010  
+ 10011  
 ------- 
 101101
'Obs: Lembre-se, você sabe que como se trata de adição de binários 1 + 1 é igual a  0 (Carry 1), e não 2 como visto até o momento.
#include <iostream>
using namespace std;
bool binsum(bool bita, bool bitb, bool *carry)
{
if(bita && bitb)
{
cout <<"1 + 1 = ";
*carry = true;
return false;
}
else if(bita == false && bitb == false)
{
cout <<"0 + 0 = ";
*carry = false;
return false;
}
else if(bita || bitb)
{
cout <<"0 + 1 = ";
*carry = false;
return true;
}
*carry = false;
return false;
}
void codifica(bool val)
{
if(val)
cout << 1 << endl;
else
cout << 0 << endl;
}
int main()
{
bool car = false;
codifica(binsum(true, true, &car));
cout << car << endl;
car = false;
codifica(binsum(false, false, &car));
cout << car << endl;
car = false;
codifica(binsum(true, false, &car));
cout << car << endl;
car = false;
codifica(binsum(false, true, &car));
cout << car << endl;
car = true;
codifica(binsum(true, true, &car));
cout << car << endl;
car = true;
codifica(binsum(false, false, &car));
cout << car << endl;
car = true;
codifica(binsum(true, false, &car));
cout << car << endl;
car = true;
codifica(binsum(false, true, &car));
cout << car << endl;
car = true;
return 0;
}
Saída
1 + 1 = 0
1 //carry
0 + 0 = 0
0
0 + 1 = 1
0
0 + 1 = 1
0
1 + 1 = 0
1
0 + 0 = 0
0
0 + 1 = 1
0
0 + 1 = 1
0

### Subtração

#### Regras básicas para subtração de binários
0 - 0 = 0
1 - 1 = 0
1 - 0 = 1
0 - 1 = 1 (o empréstimo igual a 1)

#### Exemplo
11010 
-  10011 Exemplo
'  1                  1101
x 101                x 111
               ------   
```
 11                 1101   
00+                1101+    
```

11+                1101+ 
              -------- 
1111              1011011 

### Divisão
------   
  011
Isto é a coisa mais confusa, tentem explicar isto melhor wikipédia!

### Multiplicação

#### Regras básicas para multiplicação de binários
0 * 0 = 0
0 * 1 = 0
1 * 0 = 0 
1 * 1 = 1
Para esta operação aritmética não utilizamos nenhuma regra especifica de números binários.

Ou seja utilizaremos as mesmas regras básicas da divisão decimal.

Outra forma, seria subtrair-se o dividendo com o divisor (dividendo-divisor)até que o resto seja menor que o divisor. E a cada subtração deve-se somar 1 (1 em binário) ao quociente que antes da primeira subtração é zero.

#### Exemplo
1ªForma:
10100 | 101 
         -----
- 101     100 
  ----- 
    000   
2ªForma:

### Sinal e Magnitude
Na base 10 (podendo utilizar em outras bases) a representação de um número positivo é feita apresentando somente o número, ou o número  com um sinal(+), a esquerda, já os negativos possuem um sinal(-) a esquerda. Começando assim o problema como adicionar um símbolo a um número binário se um computador "entende" somente 1 e 0, assim a forma de representação de sinal e magnitude nos diz que um número binário de 8 dígitos ou seja 1 Byte(8 bits) o primeiro dígito da esquerda para a direita deve ser considerado o sinal, sendo 0 sinal positivo e 1 o sinal é negativo, de forma que se um número começar com o dígito 0 ele é positivo, e ao contrário, negativo (começando com 1).
Os outros sete digitos representam a magnitude, ou o valor absoluto .
Um dos problemas apresentados é que o zero pode ser representado de duas maneira, 00000000(+0) ou 10000000(-0), além disso para efetuar operações é sempre necessário observar o sinal.

### Complemento de 1
Outra maneira de representar números binários negativos, consiste em inverter todos os bits, ou seja onde tem 0 ele é substituído por 1 e onde existe 1 é substituído por 0.
Os números positivos permanecem inalterados, sendo o primeiro dígito o 0 e nos números negativos o primeiro dígito 1.
Podendo representar o zero, 00000000 e 11111111.

### Complemento de 2
Os números negativos nessa abordagem são representados primeiramente aplicando-lhes a regra do complemento de 1, ou seja inverte-se todos os elementos 0 por 1 e 1 por 0 e em seguida soma 1 ao resultado.  O principal objetivo do complemento de 2 é trazer uma representação única ao número zero e possibilitar a soma de números positivos e negativos, sem se preocupar com os sinais, pois nessa abordagem a soma de números positivos e negativos pode ser feita normalmente como a soma de dois números positivos.
Considerando que todos os números estão representados em complemento de 2, a soma de dois números pode ser feita independente do sinal de cada um e ainda tem como vantagem uma única representação para o zero.
|  |  |  |  |
|  |  |  |  |
|  |  |  |  |